# Michael Swann, Baron Swann
Michael Meredith Swann, Baron Swann Kt FRS FRSE (* 1. März 1920 in Cambridge; † 22. September 1990 in Coln St. Dennis, Gloucestershire) war ein britischer Biologe, Zoologe, Hochschullehrer und Rundfunkintendant, der zwischen 1973 und 1980 Vorsitzender des BBC Board of Governors sowie von 1979 bis zu seinem Tod Kanzler der University of York war und 1981 als Life Peer aufgrund des Life Peerages Act 1958 Mitglied des House of Lords wurde.

## Leben

### Studium, Lehrtätigkeit und Vizekanzler der University of Edinburgh
Swann, dessen Vater M. B. R. Swann als Fellow am Gonville and Caius College der University of Cambridge lehrte, absolvierte nach dem Besuch des Winchester College ein Studium ein Studium der Biologie am Gonville and Caius College und schloss dieses zunächst mit einem Master of Arts (M.A.) und dann mit einem Doctor of Philosophy (Ph.D.) ab. Während des Zweiten Weltkrieges leistete er von 1940 bis 1946 seinen Militärdienst in der British Army und wurde am 28. Juli 1941 zum Unterleutnant befördert. Zuletzt wurde er 1946 im Alter von 26 Jahren bereits zum Oberstleutnant (Lieutenant Colonel) befördert.
Nach Kriegsende kehrte er 1946 an das Gonville and Caius College zurück und war dort bis 1952 sowohl Demonstrator der Abteilung für Zoologie als auch wie sein Vater zuvor Fellow. Neben seiner Lehrtätigkeit befasste er sich mit Forschungen auf den Gebieten Zellphysiologie und Befruchtung, wobei er sich dabei überwiegend auf die Eier von Seeigeln konzentrierte.
1952 nahm Swann den Ruf auf die Regius Professorship of Natural History an der University of Edinburgh an und wurde dort zeitgleich Leiter der Abteilung für Zoologie. Für seine Verdienste in Forschung und Lehre wurde er 1962 Fellow der Royal Society (FRS). Als Nachfolger des Physikers und Physik-Nobelpreisträgers Edward Victor Appleton wurde er 1965 Vizekanzler der University of Edinburgh und bekleidete dieses Amt bis zu seiner Ablösung durch den Pädagogen Hugh Robson 1974. Während seiner Amtszeit kam es einerseits zu einer Ausweitung der Universität, andererseits aber auch zu Studentenunruhen, die von Gordon Brown angeführt wurden, der 1972 mit gerade 21 Jahren zum Rektor der Universität gewählt wurde. Er selbst wurde zum 3. Juni 1972 zum Knight Bachelor geschlagen und führte fortan den Namenszusatz „Sir“.

### Vorsitzender der BBC, Kanzler der University of York und Mitglied des House of Lords
1973 wurde Swann als Nachfolger von Charles Hill, zum Vorsitzenden des Board of Governors der British Broadcasting Corporation (BBC) gewählt. Er bekleidete diese Funktion sieben Jahre lang bis zu seiner Ablösung durch George Howard 1980.
Kurz vor Beendigung dieser Tätigkeit wurde er 1979 Nachfolger des Kunsthistorikers Kenneth Clark als Kanzler (Chancellor) der University of York und bekleidete dieses akademische Amt bis zu seinem Tod 1990. Nachfolgerin wurde im Anschluss die bekannte Opernsängerin Janet Baker. Swann wurde zugleich 1980 Nachfolger des langjährigen Provost des Oriel College der University of Oxford, Kenneth Turpin, gab diese Funktion jedoch bereits 1981 wieder ab und wurde 1982 von Zelman Cowen abgelöst, der zuvor Generalgouverneur Australiens gewesen war.
Durch ein Letters Patent vom 16. Februar 1981 wurde Swann aufgrund des Life Peerages Act 1958 als Life Peer mit dem Titel Baron Swann, of Coln-St-Denys in the County of Gloucester, in den Adelsstand erhoben und gehörte bis zu seinem Tod dem House of Lords als Mitglied an.
Seine offizielle Einführung (House of Lords) erfolgte am 24. Februar 1981 mit Unterstützung durch Toby Low, 1. Baron Aldington, und Charles Hill, Baron Hill of Luton. Im Oberhaus schloss er sich der Gruppe der parteilosen Mitgliedern an, den sogenannten Crossbencher.
Neben seiner Mitgliedschaft im Oberhaus übernahm Baron Swann in den 1980er Jahren zahlreiche öffentliche Ämter und wirkte unter anderem als Vorsitzender des Ausschusses für Bildung von Kindern ethnischer Minderheiten (Committee on the Education of Children from Ethnic Minorities).

## Veröffentlichungen
- The autonomy of the broadcasters. Constitution and convention, 1974
- 50th anniversary of educational broadcasting, 1974
- Good, bad or indifferent, the effects of broadcasting, 1974
- The responsibility of the governors, 1974
- Freedom and restraint in broadcasting, 1975
- Education, the media and the quality of life, 1976
- Are the lamps going out?, 1977
- Certainty and purpose, a university dilemma, 1978
- The BBC’s External Services under threat?, 1978
- On disliking the media, 1978
- Reflections on approaching departure. Fleming memorial lecture, 1980
- Science, education and the media - or, Putting society to rights, 1982
- Education for all. A brief guide to the main issues of the Report, 1985